# توشیهیرو ایجیما
توشیهیرو ایجیما (انگلیسی: Toshihiro Iijima; ۳ سپتامبر ۱۹۳۲ – ۱۷ اکتبر ۲۰۲۱) Director، تهیه‌کننده، فیلم‌نامه‌نویس اهل ژاپن بود. وی بین سال‌های ۱۹۵۷ تا ۲۰۱۱ میلادی فعالیت می‌کرد.